# Geevarghese Divannasios Ottathengil
Geevarghese Divannasios Ottathengil (* 1. November 1950 in Kunnanthanam; † 16. Januar 2018 in Tiruvalla) war ein indischer Geistlicher und syro-malankarischer Bischof von Puthur.

## Leben
Geevarghese Divannasios Ottathengil empfing am 20. April 1978 die Priesterweihe.
Papst Johannes Paul II. ernannte ihn am 11. November 1996 zum Bischof von Battery. Der Erzbischof von Trivandrum, Cyril Baselios Malancharuvil OIC, spendete ihm am 5. Februar des nächsten Jahres die Bischofsweihe; Mitkonsekratoren waren Lawrence Ephraem Thottam, Bischof von Marthandom, und Geevarghese Timotheos Chundevalel, Bischof von Tiruvalla.
Papst Benedikt XVI. ernannte ihn am 25. Januar 2010 zum ersten Bischof der mit gleichem Datum errichteten Eparchie Puthur.
Am 24. Januar 2017 nahm Papst Franziskus seinen vorzeitigen Rücktritt an.